# Veine cave supérieure
La veine cave supérieure est une veine large et courte qui transporte la majeure partie du sang désoxygéné de la partie du corps située au-dessus du diaphragme vers l'atrium droit (anciennement oreillette droite) du cœur. Elle est formée de la réunion des veines brachio-céphaliques gauche et droite et reçoit le sang de la tête, du cou, des membres supérieurs et du thorax.

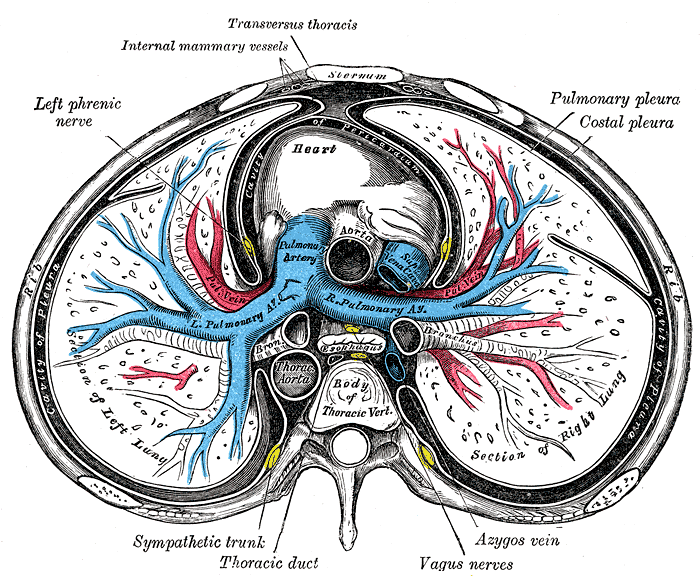
Vue supérieure d'une coupe thoracique horizontale passant par les artères pulmonaires, montrant la localisation de la veine cave supérieure (NB : la gauche est à gauche)

## Description
La veine cave supérieure est située dans le thorax. Elle est issue de la réunion des deux veines brachio-céphaliques en arrière du premier cartilage costal droit. Son trajet est descendant, un peu oblique en arrière et présente une concavité gauche en rapport avec la portion ascendante de l'aorte. Elle s'ouvre dans l'atrium droit au niveau de l'extrémité antérieure du deuxième espace intercostal droit. Elle mesure chez l'adulte 7 cm de long et 2 cm de large.
La seule branche collatérale de la veine cave supérieure est en principe la veine azygos.

## Rapports
En avant, la veine cave supérieure est en rapport avec le thymus ou son reliquat, la plèvre et le poumon droits, ainsi que le deuxième cartilage costal et les deux premiers espaces intercostaux. En arrière, elle est en rapport successivement avec la loge de Baréty, la partie terminale de la veine azygos, l'artère pulmonaire droite et la veine pulmonaire supérieure droite. À gauche, elle est en rapport avec l'aorte ascendante. À droite elle est en rapport avec la plèvre droite, le nerf phrénique droit et les vaisseaux péricardiaco-phréniques droits.
Dans sa partie inférieure, la veine cave supérieure est recouverte de la séreuse du péricarde sur ses faces antérieure, gauche et droite. Elle est ainsi séparée de l'aorte à gauche par l'ostium droit du sinus transverse du péricarde.

## Physiologie
Chez l'adulte il n'y a pas de valve séparant la veine cave supérieure de l'atrium droit. Ainsi les contractions cardiaques sont conduites jusqu'à la veine jugulaire interne et peuvent être observées à travers le muscle sterno-cléido-mastoïdien : c'est la pression veineuse jugulaire. Dans l'insuffisance tricuspide, ces pulsations sont fortes.

## Pathologie
- Syndrome de la veine cave supérieure